# Narkotikaproblemet i Sverige 1839–1965
Narkotikaproblemet i Sverige 1839–1965 utgick både från användning av narkotika för medicinskt bruk och från direkt missbruk. Narkotika som läkemedel användes för främst till att dämpa smärta hos patienten men även som ett lindrande medel mot sinnessjukdomar, kikhosta och inflammationer. Kunskapen om narkotikans påverkan på människan var begränsad och därför var kombinationspreparat som innehöll narkotika lättillgängliga för gemene man att införskaffa sig på ett apotek.

## Medicinsk narkotika

### Opiater

#### 1829–1899
Under 1800-talet i Sverige var opiater det narkotiska preparat som hade störst antal medicinska användningsområden. Opiater har en smärtstillande effekt och under 1800-talet i Sverige så användes det främst som ett smärtstillande preparat. Opiater fungerar som ett smärtlindrande medel och har även visat positiv effekt på patienter som lider av oros- och ångestsymtom. I många fall hade oros- och ångestsymtomen direkt koppling till den fysiska sjukdomen patienten led av. Resultatet blev att endast fysiska symptom dämpades. Opiater användes även för att bota inflammationer, diarréer, kramper, hosta och sinnessjukdomar. En av de tidigaste användningarna av opiater kan hittas i hostmedicin. Opiater kombinerat med morfin för att dämpa rethosta och kikhosta kunde köpas receptfritt på 1940-talet.

#### 1900–1930
Under 1900-talet trappades användningen av opiater ner och de användes främst i två användningsområden: smärtlindring och dämpning av hosta. Under 1800-talet användes opiater till allt möjligt, medan på 1900-talet blev användningen mer koncentrerad. Opiater och morfin blev ett rutinmässigt inslag i den kirurgiska verksamheten och användes som smärtstillande och lugnande medel både före och efter operationer. I medicinska artiklar under 1900-talet har ett genomgående tema varit en positiv syn på opiater. Främst beror det på deras snabba, effektiva och omfattande effekter vid svår smärta.

### Kokain

#### 1880–1910
Det medicinska effekterna av kokainet, den verksamma alkaloiden i kokabladet, är framförallt den centralstimulerande effekten som man får av att bruka kokain. Kokain ger starka fysiska och psykiska uppiggande effekter samt dämpar törst- och hungerkänslan. Inom medicinsk användning har kokainet främst använts för sin smärtstillande verkan. Användningen av kokain i Sverige är främst fokuserad på perioden 1880–1910 eftersom få alternativ till lokalbedövningsmedel fanns. Kokainet användes under 1900-talets början som ryggmärgsbedövning. Det visade sig dock att komplikationerna blev många och allvarliga. Under injektionen av kokain kunde patienten uppleva illamående, kräkningar, ångest och svåra rubbningar i respirations- och cirkulationsorganen. Dessa biverkningar kunde leda till döden i 1 av 250 fall. Bedövningsmetoden fick aldrig någon större spridning på grund av alla dess biverkningar. Under 1800-talet ökade missbruket av morfin och behandlingen av morfinmissbruk sågs av läkarna som en medicinsk fråga. Därför botade man morfinmissbruk med kokain, vilket i sin tur ledde till ett nytt missbruk.
Kokainet ansågs under 1880–1910 som ett mycket positivt bedövningsmedel. Läkare var medvetna om dem höga riskerna för kokainförgiftning eftersom mycket var dokumenterat om just det ämnet. Däremot, vid rätt användning av kokainet, så var det överlägset som bedövningsmedel vid mindre kirurgiska ingrepp.

### Centralstimulerande

#### 1938–1965

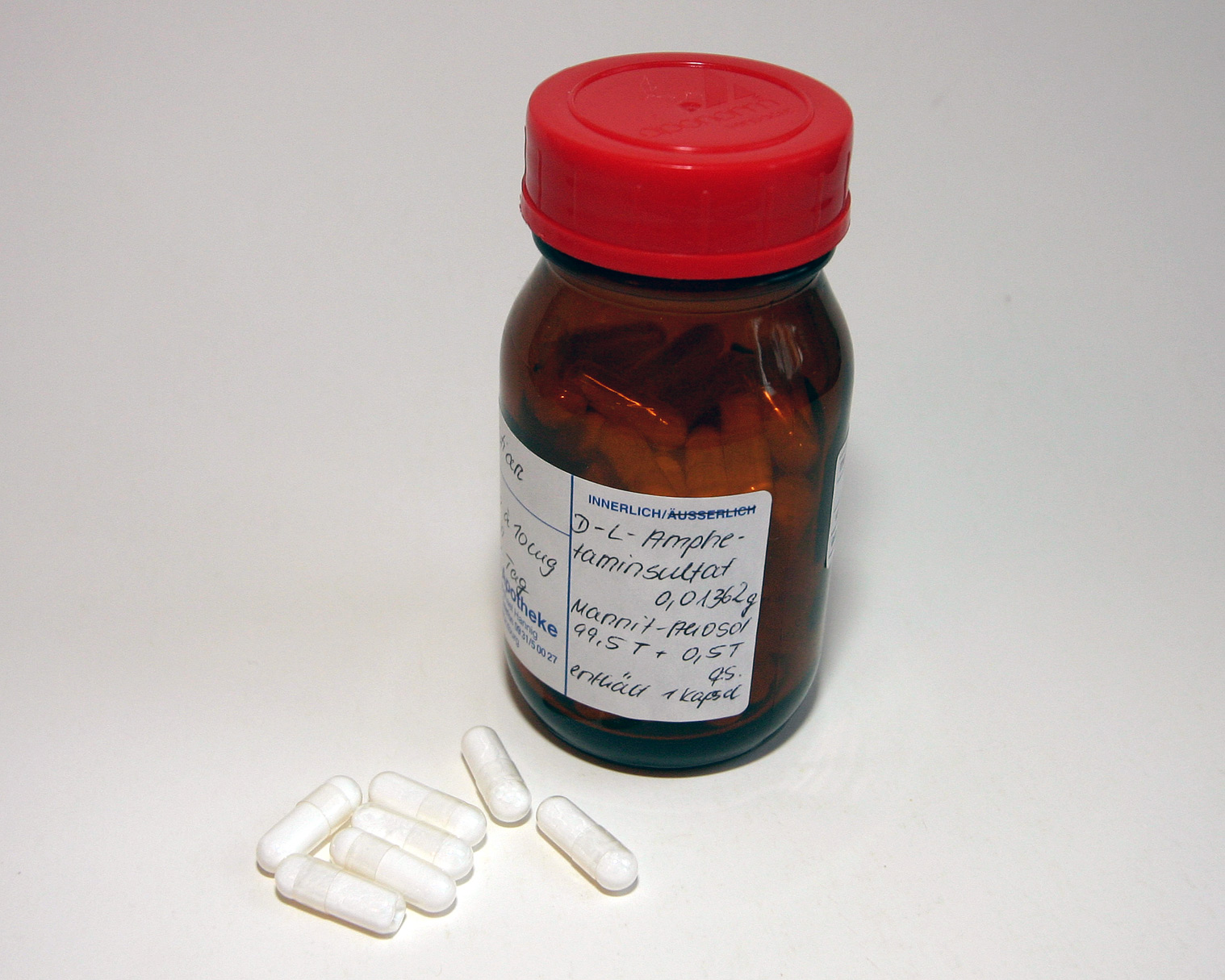
Amfetamintabletter.

De syntetiskt framställda centralstimulerande medlen spelar stor roll i det moderna svenska narkotikaproblemet. Det vanligaste och mest kända centralstimulerande medlet är amfetamin. Amfetamin framställdes 1935 och lanserades på den svenska marknaden 1938. Centralstimulerande medel användes under perioden 1938–1965 till narkolepsi, parkinsons, epilepsi, depressioner, psykoser, hypotoni, enuresis nocturna (sängvätning), psykopatier vid alkoholism, som avsvällande medel och att för höja den psykiska och fysiska prestationsförmågan. Under de första åren såldes centralstimulerande preparat receptfritt i Sverige och rekommenderas ofta av dagstidningar och fackpress. Efter första året såldes 260 000 amfetamintabletter vilket ledde till införandet av recepttvång 1939. Fenmetralin (Preludin) är ett centralstimulerande ämne som fick genombrott under slutet av 1950-talet och såldes som ett bantningsmedel.
De mest omnämnda användningsområdena för centralstimulerande medel var kopplade direkt till medlens effekt på det centrala nervsystemet, som ledde till ökad prestationsförmåga och dess förmåga att dämpa hungerkänslan.
Amfetaminet lanserades i samband med andra världskriget och många länder drog nytta av de positiva effekterna centralstimulerande preparat hade på den fysiska och psykiska förmågan. I Sverige kom tusentals värnpliktiga i kontakt med amfetamin under krigsåren, vilket troligtvis är en av anledningarna till det stora amfetaminbruket på 1940-talet.
De biverkningar som rapporterats från användningen av centralstimulerande medel är direkt kopplade till dess effekt men även mindre förgiftningar. Den kraftiga stimuli på det centrala nervsystemet kan bland annat leda till blodtrycksreglering, ökad hjärtfrekvens, avmagring, eufori, rastlöshet, oro, ångest och vid högre doser även medvetslöshet, koma och dödsfall.

### Cannabis

#### 1839–1899
Cannabis infördes i den Svenska farmakopén 1869. Under perioden 1839–1899 var den medicinska användningen av cannabis främst mot kramper och konvulsioner. Stelkramp, som på 1800-talet var en vanlig och farlig åkomma, kunde dämpas med cannabis. Cannabis användes även som sömnmedel och lugnande medel. Däremot var läkare oeniga om preparatets egentliga effekter i dessa avseenden. Symptomen vid kikhosta och andra problem i respirationsorganen kunde dämpas med cannabis.

## Narkotikamissbruk i samhället

### 1829–1899

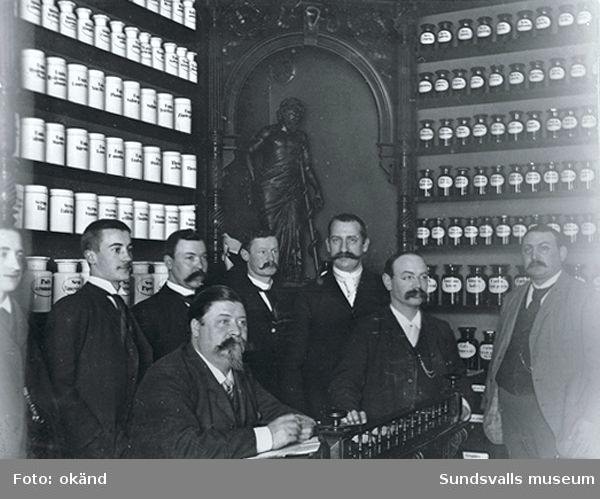
Pharmacy Sweden 1894.

Under 1800-talet beskrivs narkotikamissbruk genom tre olika typer av missbruk: ett tillfälligt missbruk som lett till svår förgiftning,  missbruk som har sin upprinnelse i ett medicinskt bruk av narkotika och missbruk av lättillgängliga och ofta receptfria kombinationspreparat. Missbruket av narkotika under 1800-talet skedde oftast inte i berusningssyfte, istället användes medicinen utan läkarens konsultation eller ordination i självmedicinerande syfte och var den vanligaste förekommande formen av missbruk under 1800-talet. Användningen av narkotika, framförallt opiater i självmordssyfte, är den andra formen av tillfälligt missbruk.
Det var en jämn fördelning mellan manliga och kvinnliga missbrukare i samhället. Genom läkarrapporter under 1800-talet finns ingen tydlig målgrupp som var mer benägen att bli missbrukare, istället kunde missbrukarna vara både yngre och äldre. Kunskapen om opiaters beroendeframkallande effekt var begränsad hos läkare. Läkare såg positivt på opiater och narkotika för medicinskt bruk.
Opiater såldes receptfritt på apotek genom olika kombinationspreparat. Några av de vanligaste opium preparaten var Tinctura thebaica, Tinctura castorei thebaica, Trachischi Glyc. tebaica, Mixtura Thielemanni och Vinum Glyc. thebaica. För att motverka missbruk genom köp av receptfria läkemedel diskuterade läkarsällskapet i Sverige behovet av kontroll av medlet. När den sjunde svenska farmakopén infördes år 1870 blev det förbjudet för apotekare att sälja opiumpreparat utan recept.

### 1900–1945
Första hälften av 1900-talets missbruk skiljer sig från 1800-talets missbruk, eftersom opiater inte spelade så stor roll under första halvan av 1900-talet. Detta på grund av att barbiturater respektive centralstimulerande ämnen hade kommit så blev användningen av opiater lägre. Kännetecknande för 1900-talets första decennier var läkemedelsindustrin och den kemiska industrins snabba utveckling. Petidin var det första syntetiska opiatliknande preparatet som kom ut på marknaden i slutet av 1930-talet. Barbituraterna var under perioden det största problemet för läkemedelsindustrin. Barbituraterna var det första sömn- och lugnande medlet på marknaden. Preparatet ledde till många dödsfall till följ av förgiftning.
Centralstimulerande ämnen blev väldigt populära under 1930-talet efter att de lanserats på den svenska marknaden. Den snabbt ökande användningen av centralstimulerande medlen var starkt förankrad till det traditionella mönstret vid introduktion av ett nytt läkemedel. Vanligt var diffusa beskrivningar av medlens användning, rapporter om goda resultat efter användning av det nya läkemedlet och avsaknaden av biverkningar. Detta kombinerat med att läkemedelsindustrin växt sig stor i samhället och börjat utveckla nya marknadsföringsmetoder för nya läkemedel. Det var inte ovanligt för läkemedelsindustrin att utnyttja pressen för sina nya produkter. Därför är det lätt att förstå hur amfetaminet i centralstimulerande medlen fick en stark försäljning på den svenska marknaden.
På grund av den stora spridningen av läkemedlet kunde läkare snabbt få fram de biverkningar som preparatet hade. Detta gjorde att år 1943 skickade Medicinalstyrelsen ut ett cirkulär som varnade för missbruksrisken och de farliga biverkningarna som läkemedlet hade. Cirkuläret gav en snabb effekt på apoteksförsäljningen av centralstimulerande medel och försäljningen halverades på ett halvår. Detta ledde däremot till att brukare av medlet började söka sig till illegala vägar för att få tag på medlet.
Kombinationspreparat blev allt vanligare under de första decennierna av 1900-talet. Då tog företag patent på olika läkemedel vilket gjorde det möjligt för dem att kombinera amfetamin eller annan narkotika i sina produkter. Till exempel Otinol marknadsfördes på 1920-talet som suveränt medel mot öroninflammation, däremot innehöll de 1 gram kokain.
Under denna period fanns liksom under 1800-talet ingen specifik definition för missbrukare. Däremot är männen överrepresenterade av missbrukarna under de första decennierna av 1900-talet. Då står männen för cirka två tredjedelar av missbrukarna i samhället. Två tredjedelar av missbrukarna uppges ha dålig eller mycket dålig psykisk status. Detta beror främst på att barbiturater har blivit vanligare som läkemedel för psykiatrisk behandling, vilket i sin tur lett till missbruk. Psykiska och fysiska konsekvenser av missbruk finns väl dokumenterade och liknar mycket det läkare kom fram till under 1800-talet. Däremot har läkare under 1900-talets första halva även dokumenterat de sociala och ekonomiska konsekvenserna av missbruk. Detta kan bero på att människors social position var mer sårbar än tidigare. Framför allt var det de ekonomiska konsekvenserna av morfin- och brommissbruk som beskrivs. Främst rörde det sig om misskötsel av arbetet och ruinerad ekonomi till följd av missbruket.

### Smyghandeln i Stockholm 1925
Svensk press rapporterade om kokainvanorna i Berlin och i andra större städers nattliga miljöer. Kokainbruket var ofta kopplat till nattöppna lokaler med dyra vinner och lättklädda kvinnor. Under 1920-talet var smyghandeln av kokain som störst i Stockholm och den svenska pressen hade snabbt dragit likheter mellan förhållandena som återfanns i miljöbeskrivningarna från Berlin och Paris. Kokainet sniffades på danslokaler nattetid i centrala Stockholm. Försäljningen av kokain skedde på Birger Jarlsgatan, i Kungsträdgården och i Humlegården.
Kokainet smugglades in från Tyskland och kom till Sverige från Sassnitz till Trelleborg eller via de baltiska länderna. Kokainsmugglare använde sig av många olika knep, bland annat att gömma kokainet i klockboetter, ihåliga klackar och estniska julskinkor.
Smyghandeln av kokainet var mer gynnsam än spritsmugglingen på grund av lägre risk att bli påkommen och lägre straff. Lagstiftningen för innehav, bruk eller försäljning av kokain var för slapp och straffet blev oftast bara böter.

### Undervisningen om rusgivande ämnen
Ollas A. Ericsson motionerade 1891 till riksdagens andra kammare om “[... ] att Riksdagen måtte i skrifvelse till Kong!. Maj:t anhålla om sådan ändring av de för rikets allmänna läroverk, seminarier och folkskolor gifna läroplanerna, att uti naturkunnighetsundervisningen vid allmänna läroanstalter äfven måtte ingå obligatorisk undervisning om de rusgifvande ämnenas natur och verkningar.”
Riksdagens ställde sig positiv till motionens krav och refererade till lagstiftning liknande denna som använts i amerikanska delstaters undervisning. I november 1892 utfärdade Kungl. Maj:t ett cirkulär som gav anvisningar om hur undervisning om rusgivande ämnen skulle genomföras. Detta cirkulär blev en del av skolstadgan, läroplaner och lärarhandledningar som Ollas A. Ericsson hade eftersträvat.
Ett skäl till att intresset för utbildning om rusgivande ämnen blev så starkt var på grund av att en rad nya kraftfulla läkemedel hade lanserats på den svenska marknaden. På 1870-talet publicerades en vetenskaplig rapport om morfinets beroendeframkallande egenskaper, vilket uppmärksammade de biverkningar som rusgivande ämnen har.